# Уотерман, Сесилио
Сесилио Уотерман (исп. Cecilio Alfonso Magdaleno Waterman Ruiz de la Rosa; род. 13 апреля 1991, Панама) — панамский футболист, нападающий чилийского клуба «Кокимбо Унидо» и сборной Панамы.

## Клубная карьера
Уотерман начал карьеру в клубе «Спортинг Сан-Мигелито». 26 сентября 2010 года в матче против «Атлетико Чирикуи» он дебютировал в чемпионате Панамы. 7 ноября в поединке против «Альянса» Сесилио забил свой первый гол за клуб.
В 2011 году Уотерман перешёл в уругвайский «Феникс». 28 августа в матче против «Данубио» он дебютировал в уругвайской Примере. 16 мая 2012 года в поединке против столичного «Расинга» Сисльо забил свой первый гол за «Феникс».
Летом 2016 года Уотерман на правах аренды перешёл в мексиканский «Венадос». 10 сентября в матче против «Кафеталерос де Тапачула» он дебютировал в Лиге Ассенсо. После окончания аренды Сисилио вернулся в «Феникс».

## Международная карьера
В 2010 году в товарищеском матче против сборной Гондураса Уотерман дебютировал за сборную Панамы. В 2011 году в составе молодёжной сборной Панамы Сесилио принял участие в молодёжном чемпионате Северной Америки в Гватемале. На турнире он сыграл в матчах против команд Мексики, Суринама, Гондураса и Гватемалы. В поединке против суринамцев Уотерман сделал хет-трик и ещё один мяч забил в ворота гондурасцев. В том же году Сесилио принял участие в молодёжном чемпионате мира в Колумбии. На турнире он сыграл в поединках против Австрии, Египта и Бразилии.
В 2013 году Сесилио помог сборной выйти в финал Золотого кубка КОНКАКАФ. На турнире он сыграл в матчах против сборных Канады, Мартиники и дважды Мексики.
В 2015 году Уотреман также в составе олимпийской сборной принял участие Панамериканских играх в Канаде. На турнире он сыграл в матчах против Перу, Канады, Мексики и Бразилии.

## Достижения
Панама
- Золотой кубок КОНКАКАФ — 2013